# Ahmet Oğuz
Ahmet Oğuz (sinh ngày 16 tháng 1 năm 1993) là một cầu thủ bóng đá Thổ Nhĩ Kỳ hiện thi đấu ở vị trí tiền vệ cho Gençlerbirliği ở Süper Lig.

## Sự nghiệp

### Sự nghiệp câu lạc bộ
Ahmet Oğuz bắt đầu sự nghiệp chuyên nghiệp ở Gençlerbirliği.

## Sự nghiệp quốc tế
Ahmet Oğuz được gọi lên Đội tuyển bóng đá quốc gia Thổ Nhĩ Kỳ tham dự vòng loại World Cup với Croatia vào tháng 9 năm 2016.